# 34262 Michaelren
34262 Michaelren este o planetă minoră (asteroid), cu un diametru de 6,557 km, din centura de asteroizi. A fost descoperită pe 25 august 2000 la Experimental Test Site⁠(d) de Lincoln Near-Earth Asteroid Research. 
Obiectul prezintă o orbită caracterizată de o semiaxă mare de 2,5474738 UAi, o excentricitate de 0,13, o înclinație de 3,58425 ° în raport cu ecliptica.